# Basilica di Santa Maria di Collemaggio
La basilica di Santa Maria di Collemaggio è un edificio religioso dell'Aquila, sito appena fuori dalla cinta muraria, sull'omonimo colle.
Fondata nel 1288 per volere di Pietro da Morrone — qui incoronato papa con il nome di Celestino V il 29 agosto 1294 — è considerata la massima espressione dell'architettura abruzzese, oltre che il simbolo della città ed è stata dichiarata monumento nazionale nel 1902. Dal 1327 ospita le spoglie del pontefice, attualmente conservate all'interno del mausoleo di Celestino V, realizzato nel 1517 da Girolamo da Vicenza, maestro di Andrea Palladio. È sede di un giubileo annuale, il primo della storia, istituito con la Bolla del Perdono del 29 settembre 1294, oggi noto con il nome di Perdonanza Celestiniana e inserito dall'UNESCO tra i patrimoni orali e immateriali dell'umanità; pertanto, è caratterizzata dalla presenza di una Porta Santa sulla facciata laterale.
La chiesa, che vanta il titolo di basilica minore insieme alle concittadine San Bernardino e San Giuseppe Artigiano, è stata rimaneggiata più volte nel corso dei secoli, soprattutto a causa dei danni causati dai frequenti terremoti, e presenta una commistione di diversi stili architettonici. In seguito al sisma del 2009, è stata sottoposta a lavori di consolidamento e restauro che si sono conclusi nel 2017 e hanno ottenuto il premio del patrimonio culturale dell'Unione europea nel 2020.

## Storia

### Origini
Prima della costruzione della basilica, l'area di Collemaggio — un piccolo promontorio alle porte della città dell'Aquila — era probabilmente occupata da alcuni edifici, sia di carattere difensivo, come un castello o forse una torre, ma anche da un edificio religioso noto come Chiesa di Santa Maria dell'Assunzione e di cui, fino a oggi, rimangono solamente i resti dell'antico loggione, forse nello stesso stile architettonico cistercense del monastero di Santa Maria di Poblet in Catalogna. Proprio in questa chiesa trovò rifugio, negli anni settanta del Duecento, Pietro da Morrone, in viaggio verso la Francia per partecipare al secondo concilio di Lione; l'eremita, secondo la tradizione, incontrò in sogno la Vergine che gli chiese la costruzione di una chiesa a lei dedicata. Carla Bartolomucci colloca la primitiva chiesa visitata da Pietro da Morrone in una fase cronologica anteriore al 1287; tuttavia, gli scavi archeologici condotti dall'Università degli Studi dell'Aquila non hanno restituito tracce rilevanti riconducibili a tali preesistenze. Secondo Fabio Redi, il primitivo edificio dovette uniformarsi alle caratteristiche delle originarie fondazioni celestiniane a vocazione eremitica, come l'eremo di Santo Spirito a Maiella, Santa Maria del Morrone e l'eremo di Sant'Onofrio al Morrone.

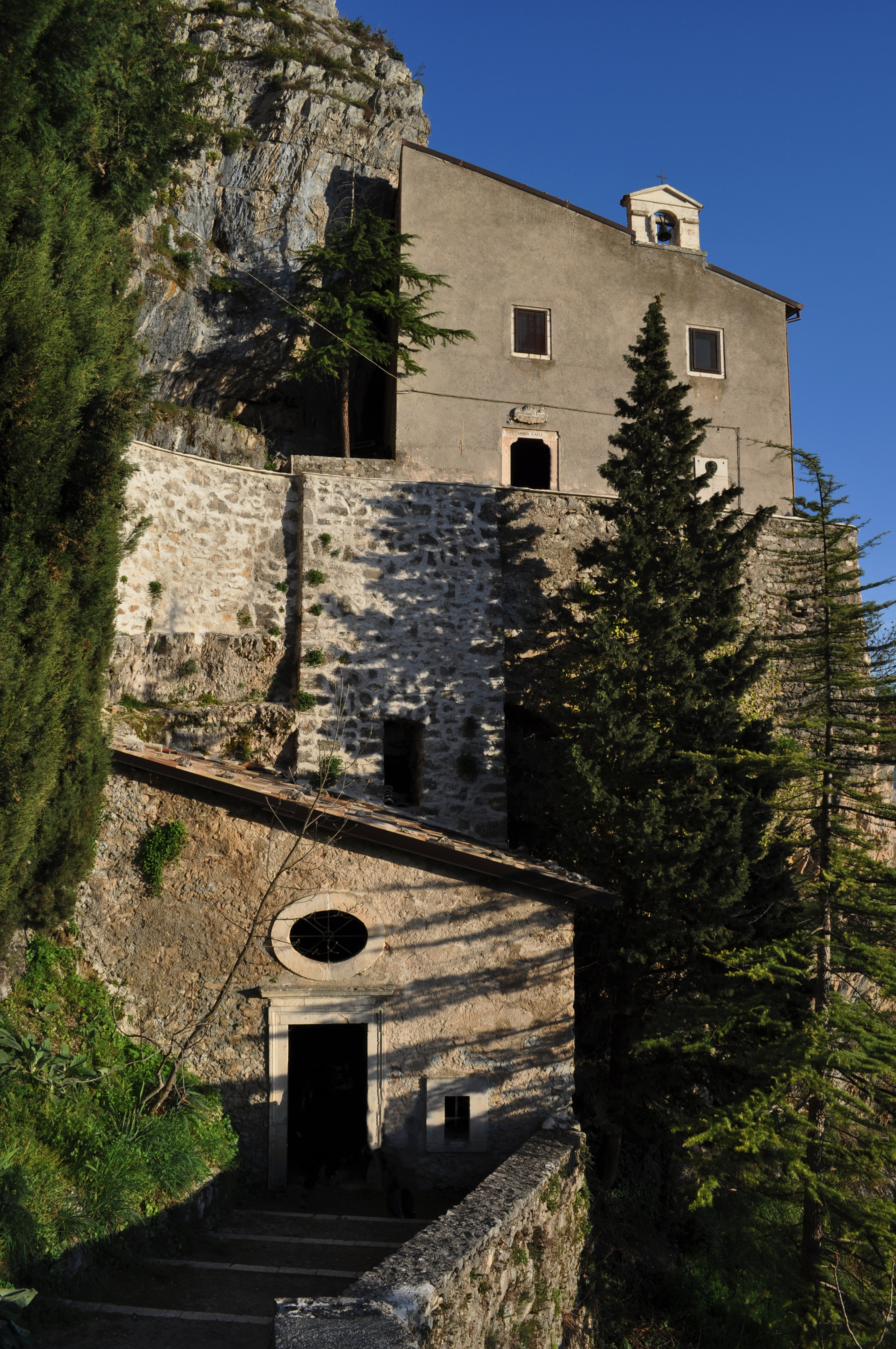
L'eremo di Sant'Onofrio al Morrone, dove visse Pietro da Morrone prima dell'elezione al soglio pontificio

### Prima fase costruttiva (1287-1315)
Il progetto si concretizzò qualche anno più tardi, esattamente nel 1287 quando i monaci celestini della Badia Morronese acquistarono il terreno e diedero inizio alla costruzione dell'edificio. Il 25 agosto 1288, con una solenne concelebrazione di otto vescovi, venne consacrata la chiesa di Santa Maria di Collemaggio, nonostante l'edificio fosse probabilmente ancora in fase di completamento.
Dopo i saggi di scavo, eseguiti durante i lavori per il Giubileo dell'anno 2000, si è giunti alla conclusione che la prima basilica celestiniana fosse a cinque absidi. Secondo Fabio Redi, invece, l'originaria Collemaggio dovette avere un'estensione pressappoco simile a quella attuale ma con l'asse mediano longitudinale spostato di circa sei metri e con la facciata arretrata di quattordici, a dimostrazione di una basilica con proporzioni meno allungate, sull'asse longitudinale, ma comunque grandiosa. La progettazione di un edificio monumentale - che richiama nella tecnica muraria l'abbazia di Santa Maria della Vittoria a Scurcola Marsicana – spinge a riconoscere in Carlo d'Angiò l'evergete finanziatore e nei monaci cistercensi - forse francesi - le maestranze attive nel cantiere.

#### L'incoronazione di papa Celestino V

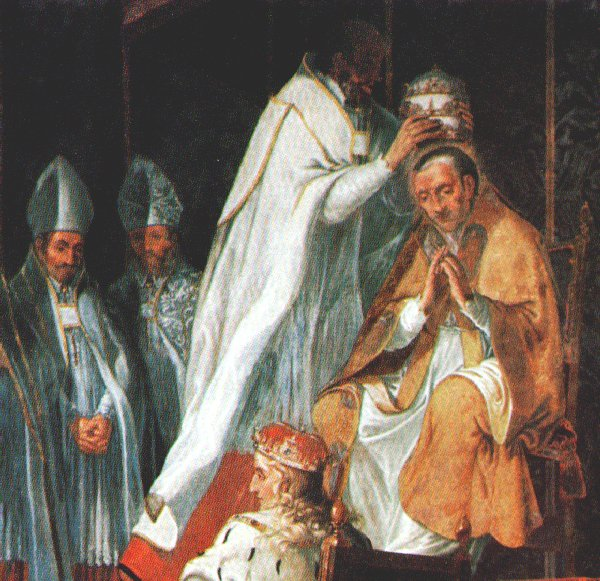
L'incoronazione di papa Celestino V

A sorpresa, il 5 luglio 1294, Pietro da Morrone venne eletto papa. L'eremita dapprima rifiutò la carica salvo poi tornare sui suoi passi, probabilmente spinto dal dovere di obbedienza. Accompagnato dal corteo reale, Pietro si recò quindi all'Aquila e, proprio nella basilica di Santa Maria di Collemaggio, da lui fortemente voluta, venne incoronato papa col nome di Celestino V il 29 agosto 1294. A quella data la chiesa era probabilmente già in parte costruita, ma non completata, se non forse nella parte absidale. Questa prima chiesa mostrava un impianto absidale a cinque tribune più complesso dell'attuale, con una larghezza bdoppia dell'attuale, che la rendeva l'edificio religioso più grande degli Abruzzi; in questa fase doveva essere stata realizzata anche la porta laterale che – in virtù dell'istituzione della Perdonanza Celestiniana da parte del pontefice – acquisì le caratteristiche di Porta Santa, la prima nel mondo.
Tuttavia, dopo solo quattro mesi di mandato, Celestino V restituì le insegne pontificie e rinunciò alla carica. Tentò di fuggire, ma venne catturato mentre stava per lasciare l'Italia, desideroso di tornare a fare l'eremita, e imprigionato nella rocca di Fumone, dove morì il 19 maggio 1296. Inizialmente fu sepolto nell'abbazia celestiniana della vicina Ferentino. Questi fatti causarono probabilmente la completa interruzione della costruzione del corpo longitudinale della basilica.

### Seconda fase costruttiva (1315-1461)
La popolarità del pontefice eremita, unita all'eccezionalità del Gran Rifiuto e alla particolarità del giubileo aquilano, accrebbero le visite dei pellegrini alla basilica aquilana, moltiplicandosi ancor di più in seguito alla canonizzazione di Celestino V nel 1313 da parte di papa Clemente V e, soprattutto, allo spostamento delle reliquie del santo da Ferentino all'interno della basilica aquilana nel 1327. Queste circostanze accrebbero l'importanza della chiesa e favorirono la ripresa dei lavori di costruzione della basilica che entrarono in una nuova fase nella quale la necessità di abbellimento della stessa si allontanò dall'austerità iniziale. I lavori ripresero concretamente in seguito alle devastazioni del terremoto del 1315 che provocò il crollo dell'abside, e che richiese radicali interventi. Già nel 1316 veniva deliberata la ricostruzione della cappella del santo e gli interventi si implementarono ulteriormente tra il 1327 — all'arrivo delle reliquie — ed il 1335 grazie ad una dotazione della famiglia Camponeschi di 29 000 carlini d'argento. In questo periodo, particolarmente tra gli anni venti e gli anni trenta, la precedente, grandiosa basilica a cinque absidi fu sostituita definitivamente in una chiesa più piccola, corrispondente alle dimensioni attuali e divisa in tre navate.

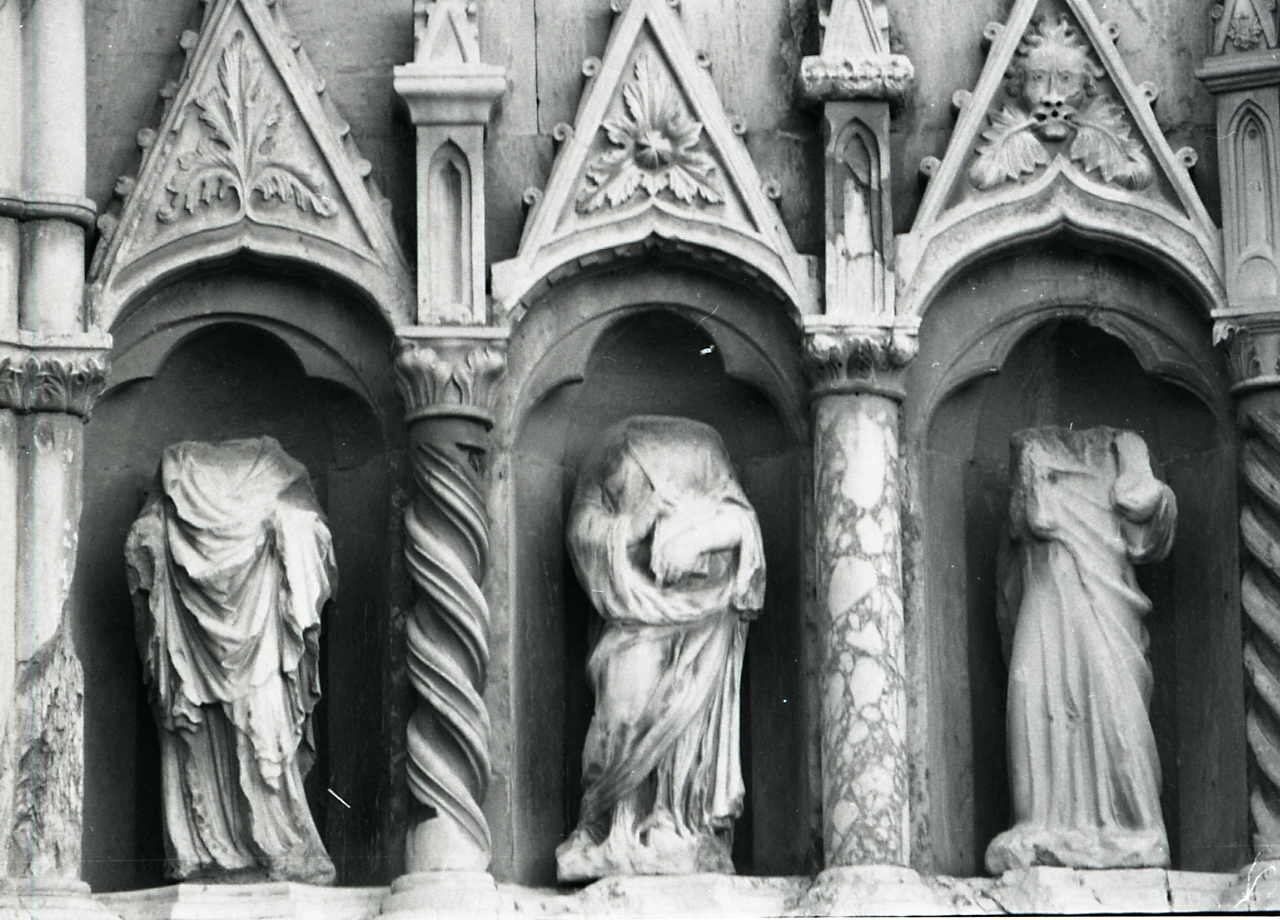
Particolare dei tabernacoli e delle statue sul portale principale, in una foto di Paolo Monti del 1969.

Un secondo terremoto colpì la città pochi anni più tardi, nel 1349, causando nuovi danni anche nella basilica, soprattutto nell'area presbiteriale. L'edificio venne rimaneggiato già negli anni successivi mediante la vendita di alcuni beni della chiesa. In seguito, si procedette ad una ricostruzione più invasiva dell'impianto planimetrico con il prolungamento delle navate e la realizzazione di tre vani poligonali sul luogo delle cinque absidi precedenti; in questo periodo intervennero, probabilmente, maestranze forestiere altamente specializzate del cui lavoro rimane traccia nella cura delle strutture e delle decorazioni del coro, la cui profondità volumetrica risulta essere una soluzione assolutamente originale per l'architettura religiosa abruzzese.
Il cantiere di Collemaggio rimase attivo per più di un secolo nel corso del quale vennero ricostruite le mura perimetrali e ci si prodigò a rivestire interamente la chiesa grazie alle pitture di affermati artisti dell'epoca tra cui soprattutto Giovanni da Sulmona e — secondo lo storico Ferdinando Bologna — Antonio Martini di Atri, cui si deve l'affresco della Porta Santa che fa la sua comparsa nella basilica alla fine del XIV secolo. A questo periodo si è soliti riferirsi anche per il completamento della facciata, assoluto capolavoro dell'architettura abruzzese, la cui evoluzione stilistica e di conseguenza la sua precisa datazione rimane ancora oggi motivo di discussione tra gli storici; appare comunque certo il lavoro di Domenico da Capodistria, soprattutto per quanto riguarda il prezioso portale principale, ornato da tabernacoli e statue.
Nella prima metà del XV secolo la chiesa, e forse anche la stessa facciata, venne quasi certamente rimaneggiata mentre risulta essere pronta in occasione dell'arrivo in città di san Bernardino da Siena, nel 1438, che rimase 12 giorni in preghiera sul sagrato di Collemaggio alla presenza di Renato I di Napoli e di una grande folla. Di certo la basilica era ormai completata quando L'Aquila venne nuovamente colpita dal terremoto del 1456, che a Collemaggio causò presumibilmente il crollo del transetto oltre che devastazioni nella parte del monastero.

### La basilica tra Cinquecento e Seicento
Il restauro di basilica e monastero avvenne probabilmente in seguito ad un secondo terremoto, quello del 1461. Gli impianti planimetrici non vennero vistosamente modificati mentre fecero la loro comparsa apparati decorativi di stampo più prettamente cinquecentesco, attribuibili ai vari artisti che frequentavano la città in quel periodo, tra cui il celebre Saturnino Gatti; nella stessa fase storica fa la sua comparsa il mausoleo in pietra in cui giace il corpo del beato Giovanni Bassand, nel secolo precedente priore di Collemaggio. Nella prima metà del Cinquecento è Francesco da Montereale a lavorare nella basilica, precisamente nella cappella dei Baroncelli, sulla navata di sinistra, ove sono ancora visibili le tracce dell'affresco recante la Madonna con Bambino e Santi. La cappella verrà poi abbellita sul finire del secolo con l'installazione di statue ligne di provenienza francese.

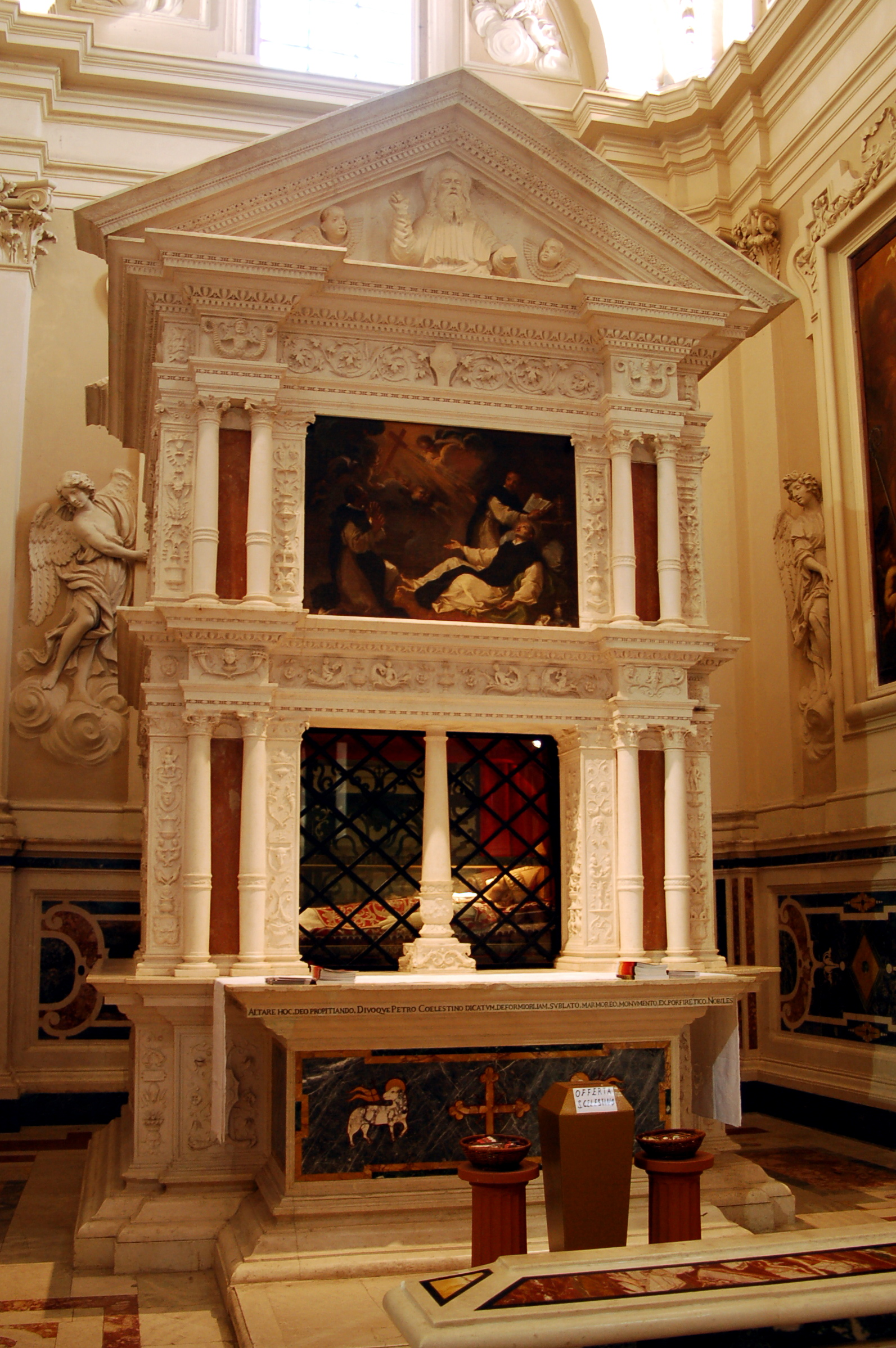
Il mausoleo di Celestino V.

Al XVI secolo si data, inoltre, l'importante mausoleo di Celestino V, realizzato su progetto di Girolamo da Vicenza ad imitazione del mausoleo di San Bernardino nell'omonima basilica (1489-1505); le spoglie del santo erano state conservate, fino a quel momento, in un sepolcro fatto edificare nel XIV secolo dalla famiglia Camponeschi. Il monumento venne completato nel 1517 grazie al finanziamento dell'Arte aquilana della Lana ed è considerato un capolavoro dell'arte rinascimentale. Venne successivamente completato con un altare d'origine seicentesca.
Tra la metà del Seicento ed il 1669 la basilica venne profondamente rinnovata in uno stile proto-barocco: si realizzò un completo rivestimento in stucco, peraltro di qualità non eccelsa, si inglobarono le colonne ottagonali dentro pilastri cruciformi in laterizio e si dette maggior risalto all'apparato decorativo. In copertura, nella navata principale, faceva la sua comparsa un soffitto piano a cassettoni ottagoni, mentre una seconda controsoffittatura veniva estesa anche sulle navate laterali. L'intervento venne completato nel 1673 con la stuccatura dell'abside principale: il lavoro viene giudicato di stile mitteleuropeo da parte del Moretti, forse legato alla presenza in città del monaco Carl Ruther (morto a Collemaggio nel 1680), mentre il Colapietra lo attribuisce a Francesco Bedeschini e quindi interamente alla scuola aquilana, seppur sotto la probabile ispirazione del barocco leccese di Santa Croce. Di queste lavorazioni, in seguito alla restaurazione morettiana del XX secolo, resiste solamente la Cappella dell'Abate posta a margine della navata destra.

### Il terremoto del 1703 e la ricostruzione barocca
Nel 1703 il Grande Terremoto colpì L'Aquila devastando le principali architetture cittadine. A Collemaggio, a farne le spese, fu soprattutto l'area presbiteriale mentre l'aula rimase miracolosamente intatta. Appena sgomberata la zona dalle macerie dei crolli, tuttavia, i monaci diedero immediatamente il via all'opera di ricostruzione, su impulso dell'abate Ludovico Quatrari e grazie all'aiuto di maestranze altamente specializzate.
Al 1706 il ripristino di mura e volte doveva già essere completato, tanto che la data compare in un'incisione posta sopra il coro, mentre nel 1709 si concluse il restauro dell'organo — situato probabilmente in un'altra chiesa — e la sua collocazione all'interno della basilica.
Sempre nella prima metà del XVIII secolo si procedette al ripristino degli apparati decorativi realizzati mediante l'utilizzo di materiali sia locali che forestieri di stampo prettamente settecentesco: degni di nota furono l'altare maggiore e relativa balaustra realizzati tra il 1715 ed il 1721 da Panfilo Ranalli di Pescocostanzo e Berardo Ferradini di Milano, oltre che l'altare del beato Bassand completato nel 1736. All'aspetto sfavillante del nuovo interno barocco si contrappose, tuttavia, un rifacimento esterno piuttosto dimesso con la volumetria movimentata dal solo tamburo ottagonale della cupola.

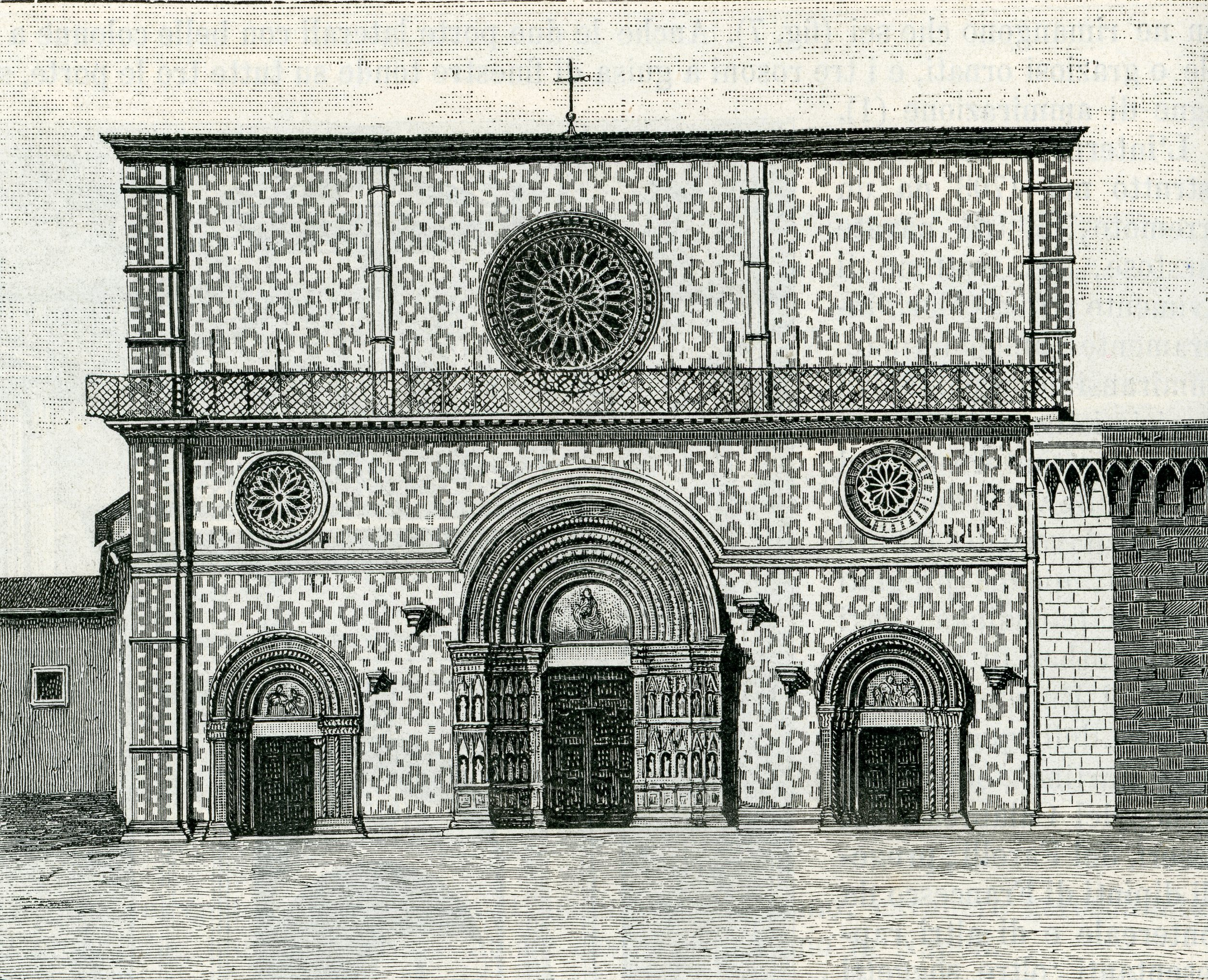
La basilica in un'incisione ottocentesca.

In questa fase di ricostruzione, già a partire dal 1711, si ipotizzò un nuovo accesso alla chiesa a partire dall'area di San Michele anziché da Porta Bazzano. Il nuovo percorso si consolidò nella seconda metà del XIX secolo quando le macerie della distruzione del vecchio Teatro San Ferdinando vennero riversate nel vallone che porta dalla Villa Comunale alla basilica, realizzando de facto il viale alberato poi completatosi negli anni trenta del XX secolo.
Precedentemente, nel 1807, la soppressione dell'ordine celestiniano aveva segnato un importante spartiacque nella storia del complesso che difatti visse un momento di crisi sino alla metà del secolo successivo. Tuttavia, grazie alla nuova accessibilità e alla disponibilità di spazi, l'area di Collemaggio venne investita di una nuova importanza sociale e sportiva, arrivando ad ospitare importanti manifestazioni quali i giochi atletici legati all'Esposizione Universale del 1903.

### Gli interventi recenti
Fatto salvo un restauro della facciata in seguito ad un parziale crollo dovuto al terremoto della Marsica del 13 gennaio 1915, gli ultimi importanti rinnovamenti sulla basilica si verificarono nella seconda metà del XX secolo. Al 1960 è datato il rifacimento in cemento e mattoni della cupola, eseguito per volontà del Genio Civile dopo che la chiesa era rimasta lievemente danneggiata dal terremoto del 24 giugno 1958 con un aggravamento delle lesioni preesistenti.
Successivamente, tra il 1969 ed il 1973, la basilica venne sottoposta ad un discusso intervento di restauro operato dall'allora sovrintendente Mario Moretti che smantellò quasi completamente l'apparato decorativo sei-settecentesco, compresa la pregevole soffittatura a cassettoni, per ripristinare la spazialità originale di stampo romanico. Il restauro contribuì comunque a riportare alla luce i pregevoli affreschi posti sulle navate laterali. Durante i lavori, la salma di Celestino V venne temporaneamente trasferita nel monastero di San Basilio.
Il 18 aprile 1988 le spoglie del pontefice furono misteriosamente trafugate dalla basilica. Il corpo di Celestino V venne poi ritrovato, due giorni dopo, in un loculo nel cimitero di Cornelle e Roccapassa, nel territorio comunale di Amatrice, a circa 60 km dall'Aquila, probabilmente in procinto di essere trasferito altrove. I mandanti del furto, tuttavia, non furono mai scoperti. Successivamente, le spoglie vennero nuovamente trasferite nel monastero di San Basilio per ricevere i sigilli della Chiesa, necessari in seguito a casi di profanazione, per poi tornare a Collemaggio la sera del 25 aprile con una solenne cerimonia.

#### Il terremoto del 2009 e la nuova ricostruzione
Nel 2009, l'ennesima sequenza sismica ferì nuovamente la città devastando il suo patrimonio artistico e monumentale e colpendo in modo evidente anche la basilica di Santa Maria di Collemaggio.
Si verificarono crolli nell'area presbiteriale e del transetto oltre che la distruzione della parte terminale della navata principale che causò l'abbattimento pressoché totale del pregiato organo a canne — peraltro restaurato solo un decennio prima — e della volta a crociera della prima campata dell'abside. Durante il crollo rimase danneggiato anche il mausoleo di Celestino V le cui spoglie, integre, vennero recuperate nei giorni successivi.

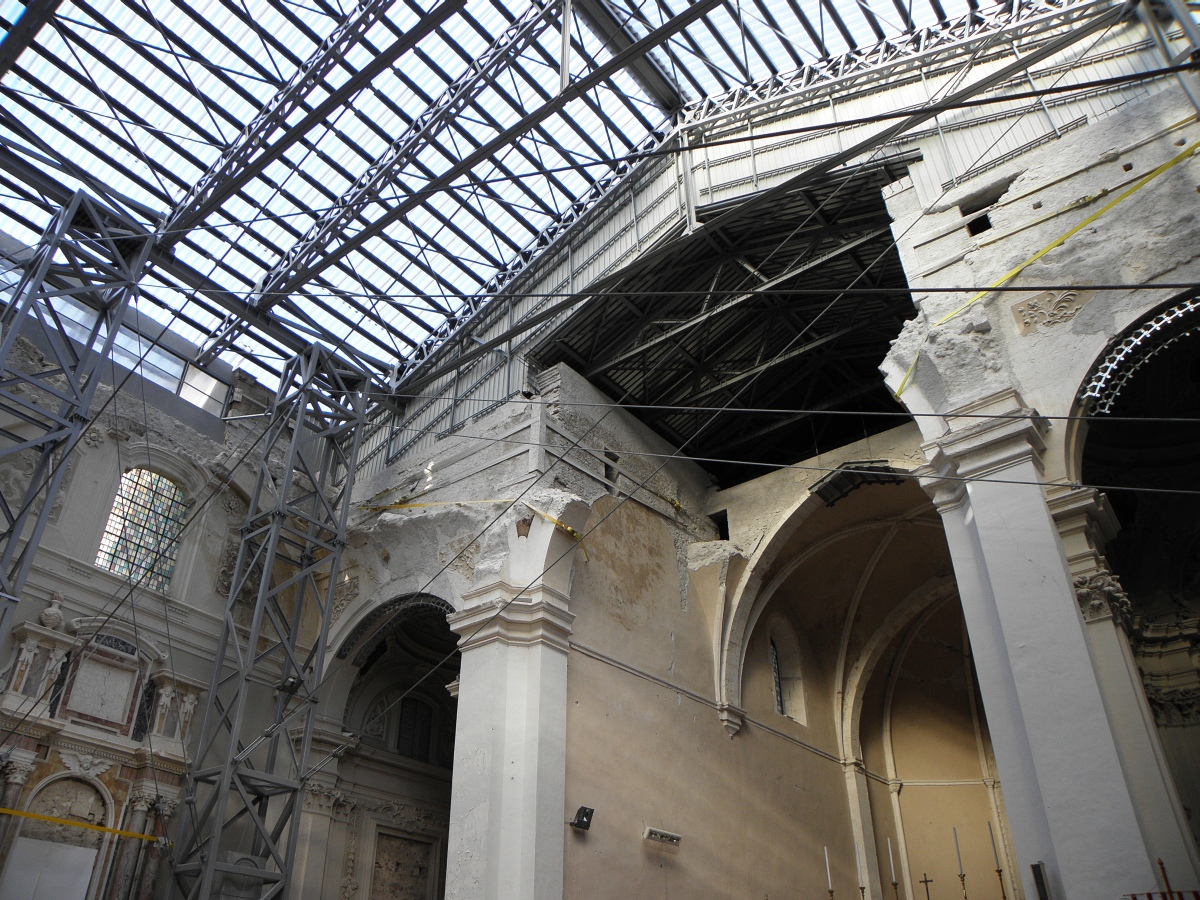
La copertura provvisoria posta dopo il sisma del 2009.

Il 28 aprile 2009 Collemaggio ricevette la visita di papa Benedetto XVI, accompagnato da monsignor Georg Gaenswein e dall'arcivescovo dell'Aquila Giuseppe Molinari. In quell'occasione il papa pose il suo pallio sulla teca contenente il corpo di Celestino V, mentre l'anno seguente il Santo Padre — che successivamente abbandonò il pontificato emulando così il Gran Rifiuto celestiniano — tornò in Abruzzo in occasione delle celebrazioni della Perdonanza Celestiniana.
Nei primi mesi successivi al sisma, la basilica venne messa in sicurezza e rivestita con una copertura provvisoria; la prima parziale riapertura avvenne il 24 dicembre 2009 quando Collemaggio prese il titolo di procattedrale essendo la cattedrale dei santi Giorgio e Massimo totalmente inagibile. La basilica venne tuttavia nuovamente chiusa al pubblico nel 2013.
Il 25 novembre 2015 si è dato inizio ai lavori di restauro, finanziati e sponsorizzati dall'Eni. Oltre che nella ricostruzione del transetto, l'intervento si è concentrato sul ripristino strutturale dei 14 pilastri della navata, sei dei quali avevano riportato danni gravissimi; i lavori hanno riguardato anche le murature — alcune delle quali, in opus reticulatum, hanno richiesto una particolare accortezza —, le stuccature, gli affreschi e la facciata. La conclusione dei lavori è avvenuta il 13 dicembre 2017, in occasione del 723º anniversario dell'abdicazione di papa Celestino V; il 20 dicembre, alla presenza del ministro dei beni e delle attività culturali e del turismo Dario Franceschini, la basilica è stata riaperta al pubblico ed è tornata ad ospitare le spoglie del pontefice.
Nel 2020, il restauro di Santa Maria di Collemaggio è stato premiato dalla Commissione europea e da Europa Nostra con il premio del patrimonio culturale dell'Unione europea (European Heritage Award) nella categoria Conservazione.

## Descrizione
La basilica è situata a Collemaggio, piccolo promontorio situato appena fuori dalle mura dell'Aquila, a sud-est della città. L'area era posta in posizione baricentrica tra la cinta muraria e il terminale del regio tratturo L'Aquila-Foggia, tra i principali sentieri dell'epoca, con vista panoramica sul Gran Sasso d'Italia a sinistra ed il Monte Ocre, con il Velino-Sirente retrostante, a destra.
La basilica presenta un orientamento astronomico coincidente con il giorno dell'Assunzione di Maria, cui l'edificio è dedicato.
Storicamente il primo impatto con l'edificio avveniva dal basso e lateralmente, essendo il percorso principale verso la basilica passante per Porta Bazzano e per l'attuale via Caldora. Con il tempo si è potenziato invece l'accesso alla basilica dall'area di San Michele, attraverso uno squarcio nella cinta muraria ed una direttrice assiale, consolidata poi — tra la fine dell'Ottocento e l'inizio del Novecento — con la realizzazione del viale di Collemaggio. Tale capovolgimento dell'accesso, se da un lato ha appiattito e banalizzato la complessità volumetrica della chiesa, dall'altro ne ha accentuato il carattere monumentale, ulteriormente marcato dalla vasta distesa verde prospiciente la facciata che rimanda alla pisana piazza dei Miracoli.

La facciata della basilica.

### Facciata
(Orlando Antonini; Architettura religiosa aquilana, volume I)
La facciata di Collemaggio è considerata la massima espressione dell'architettura abruzzese, nonché uno dei punti più alti dell'architettura medievale italiana di stampo romanico-gotico. Il fronte è summa e simbolo dello schema di facciata aquilano, caratterizzato dalla terminazione superiore rettilinea, da elementi divisori della superficie verticali ed orizzontali e dall’utilizzo di un’impaginatura muraria composta da blocchi di pietra squadrati rigorosamente allineati. La facciata, che sostituì, dopo il terremoto del 1349, una precedente facciata conclusa da timpano, e che dovette essere realizzata sostanzialmente nei primi trent'anni del Quattrocento, si staglia quadrangolare al termine di una vasta piazza verde, mantenendo un'assoluta prevalenza di pieni rispetto ai vuoti, seppur mitigata dalla colorazione, secondo uno schema che rimanda al disegno architettonico del Duomo di Todi. La chiesa si presenta circoscritta da pesanti lesene angolari e suddivisa verticalmente da due cordonature che individuano la navata centrale; orizzontalmente, si riconosce una zoccolatura, un primo marcapiano che si arcua in corrispondenza del portale principale, una cornice marcapiano a mensola ben delineata ed, infine, un coronamento orizzontale piano. Nonostante questa appatrente geometria, la facciata rimane asimmetrica, dato che il portale maggiore e il rosone al di sopra non sono posti in asse e i portali laterali sono collocati a distanze diverse da quello maggiore.

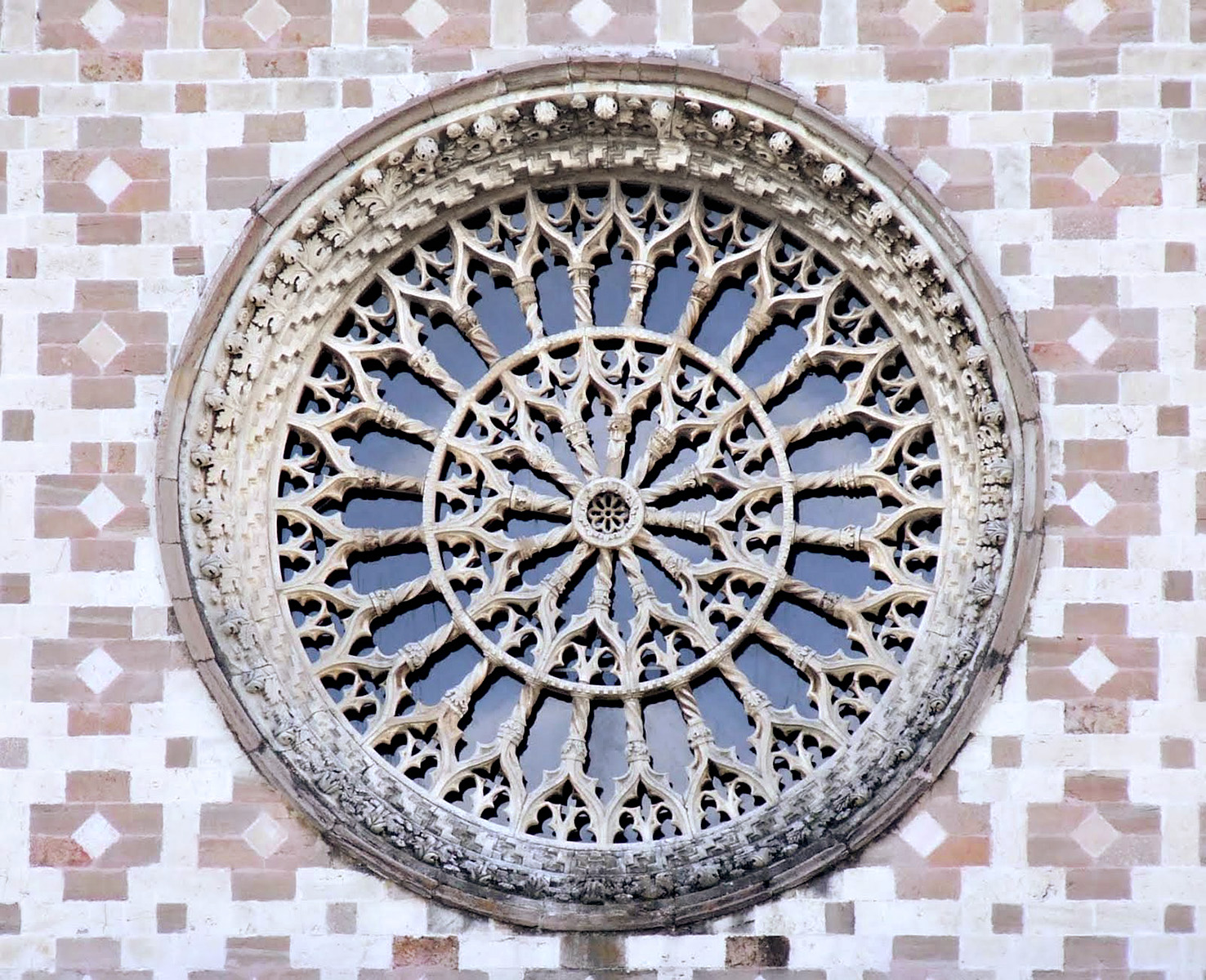
Particolare del rosone principale e del disegno bicromatico della facciata.

La superficie della facciata risulta suddivisa in nove settori di cui tre caratterizzati dai portali ed altri tre da raffinati rosoni in stile gotico — di cui il centrale, a doppio giro di colonnine ed archetti, di particolare importanza — che rilevano già in facciata l'impianto planimetrico della basilica, mostrando il collegato tra l'esterno e l'interno dell'edificio. Motivo d'omogeneità è il rivestimento in pietra che il Serra rimanda al Palazzo Ducale di Venezia, impreziosito da un inedito dualismo cromatico dovuto ai masselli di colore bianco e rosso — gli originali colori civici aquilani — che la decorano con motivi geometrici caratteristici recanti la croce aquilana, una variante della croce mulinata; il disegno, d'influenza veneziana ed orientale, si pone così in evoluzione rispetto allo schema semplicistico già presente su alcuni monumenti cittadini, quali ad esempio la fontana delle 99 cannelle.
Gli elementi decorativi della facciata riflettono un arco di tempo piuttosto vasto ed un'eterogeneità di maestranze impiegate; è evidente, ad esempio, la differenza tra il rosone destro, simile a quello presente in San Silvestro, e gli altri due che mostrano decorazioni elaborate d'influenza francese, più affini al rosone di Santa Giusta. Per il Serra, la costruzione cominciò dalla parte destra della facciata, più spiccatamente romanica, per poi muoversi gradualmente verso sinistra, area d'influenza gotica, mentre il Gavini attribuisce l'intero lavoro ad un solo autore, Domenico da Capodistria. Lo stesso Gavini data la realizzazione della facciata tra la fine del Trecento ed il 1439, ipotesi giudicata verosimile dall'Antonini. Il Moretti, invece, amplia il periodo costruttivo fino al Cinquecento, periodo cui attribuisce il cornicione di stampo rinascimentale. Un'ultima ipotesi prevede, infine, la basilica priva della facciata fino al XV secolo.
Il portale principale, un unicum in zona e con ogni probabilità il più antico dei tre, è caratterizzato nella parte inferiore da un alto zoccolo decorato con formelle che racchiudono fiori quadri o dischi in rilievo, sopra il quale sono due file sovrapposte di ventotto piccoli tabernacoli, quelli sopra cuspidati) contenenti in origine statue poste sopra un’alta zoccolatura a formelle. Sopra è una serie di archi concentrici a tutto sesto in origine contenenti dodici statue di santi di cui solo quattro sopravvivono ancora oggi. All'interno degli archi, la lunetta reca un affresco settecentesco con la Madonna col Bambino. Il portale è databile probabilmente tra il terzo e l'inizio del quarto decennio del Quattrocento ed è stato attribuito anch'esso al già citato Domenico di Capodistria che ne ripropose successivamente lo schema nella chiesa di San Giacomo a Vicovaro. I battenti lignei risalgono invece al 1688.
I portali laterali hanno pilastri aggettanti che sostengono gli archivolti seguendo la medesima soluzione utilizzata per la Porta Santa, con il sinistro che è l'esatta copia del portale principale di San Giovanni di Lucoli, datato al 1439. Sono fiancheggiati, come nel caso del portale principale, da mensole al cui interno rimane oggi una sola statua.
All'angolo destro della facciata si staglia un maestose torrione a pianta ottagonale risalente alla fine del XIII secolo realizzato da Pietro Giovanni Rivera foderando con l’attuale rivestimento ottagonale in pietra concia una torre preesistente per consentire le benedizioni all'aperto e che ancora oggi viene utilizzato durante le celebrazioni della Perdonanza Celestiniana. In passato la torre ha avuto anche la funzione di base per un campanile, definitivamente demolito nel 1880 e sostituito da un altro, a vela, posto all'estremità della facciata laterale sinistra. La torre presenta gli elementi tardoduecenteschi, quali la pianta, l’alzato ottagonale della struttura e l'impiego della bicromia che suggeriscono l’esistenza di una facciata similmente decorata già per il primo prospetto della chiesa.

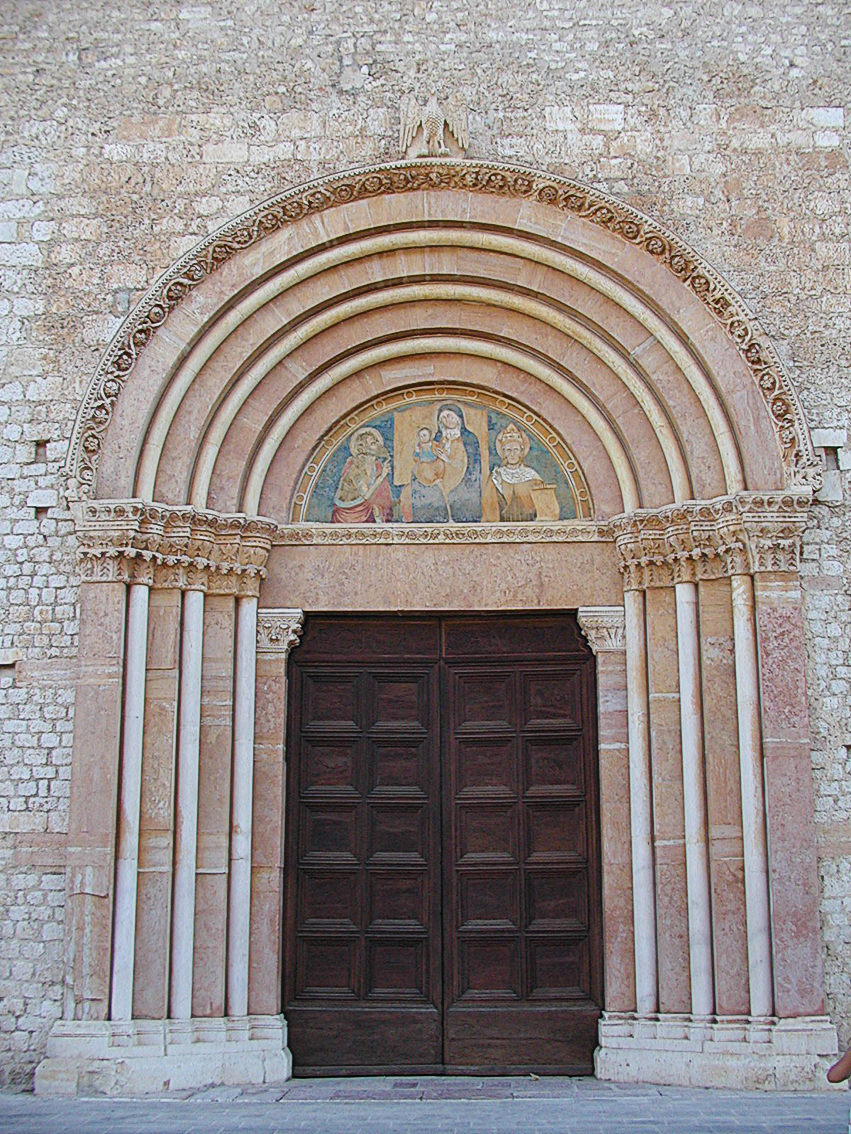
La Porta Santa.

### Porta Santa
(Carlo Ignazio Gavini; Storia dell'architettura in Abruzzo, volume II)
Sulla parete sinistra della basilica è il portale monumentale noto come Porta Santa così chiamata perché legata alle celebrazioni della Perdonanza Celestiniana rimanendo aperta ed accessibile durante il giubileo aquilano per una sola giornata — tra la sera del 28 agosto e quella del 29 — quando i fedeli che l'attraversano ottengono l'indulgenza plenaria a condizione d'essere «veramente pentiti e confessati». È considerata la prima porta santa della storia, nonostante abbia assunto questo nome solo nel XV secolo ad emulazione delle porte sante romane.
Il portale attuale fu realizzato alla fine del Duecento ed è caratterizzato da una strombatura realizzata con intagli di particolare pregio in cui il legame con la tradizione locale è testimoniato dall’utilizzo della pietra rosata. Al di sopra si trova uno stemma in forma di aquila, tra i più antichi e preziosi simboli della città.
La lunetta riporta l'affresco con la Madonna col Bambino e i santi Giovanni Battista e Celestino V, all'interno del quale viene anche mostrata la Bolla del Perdono, emanata da Celestino V nel 1294, dalla quale nacque la Perdonanza. L'affresco della lunetta, nel quale Pietro da Morrone è rappresentato già come Papa e Santo, è stato attribuito ad Antonio Martini di Atri e legato ad un terminus "ante quem" per la costruzione della Porta Santa fornito da un lascito testamentario del 1397 con il quale un certo Simone di Cola di Cocullo avrebbe destinato parte dei suoi averi alla realizzazione dell'affresco inserito nella lunetta del portale. In tempi recenti, tuttavia, l'attribuzione è stata messa in dubbio poiché in questo affresco sarebbero assenti le componenti di acceso espressionismo delle figure e di preziosismo coloristico di derivazione bolognese e tipiche delle opere certe di Antonio d'Atri. Inoltre la tradizionale interpretazione dell'atto notarile è stata messa in discussione dato che non è possibile escludere che l'opera commissionata da Simone di Cola fosse in realtà un gruppo scultoreo destinato alla basilica, eventualità che metterebbe in crisi la cronologia del portale.

### Interno
L'impianto della basilica viene ricondotto, dal Moretti, alle chiese sulmonesi di Santa Maria della Tomba e San Panfilo. Ugualmente importante, secondo l'Antonini, è l'influenza degli edifici religiosi realizzati sino a quel momento in città ed in particolare l'organizzazione spaziale della quasi coeva Santa Giusta, completata solo vent'anni prima. È interessante rimarcare che la basilica rientra essa stessa nel quarto di Santa Giusta, essendo la suddivisione storica dell'Aquila non limitata alla sola città intra moenia bensì estesa all'intero contado.

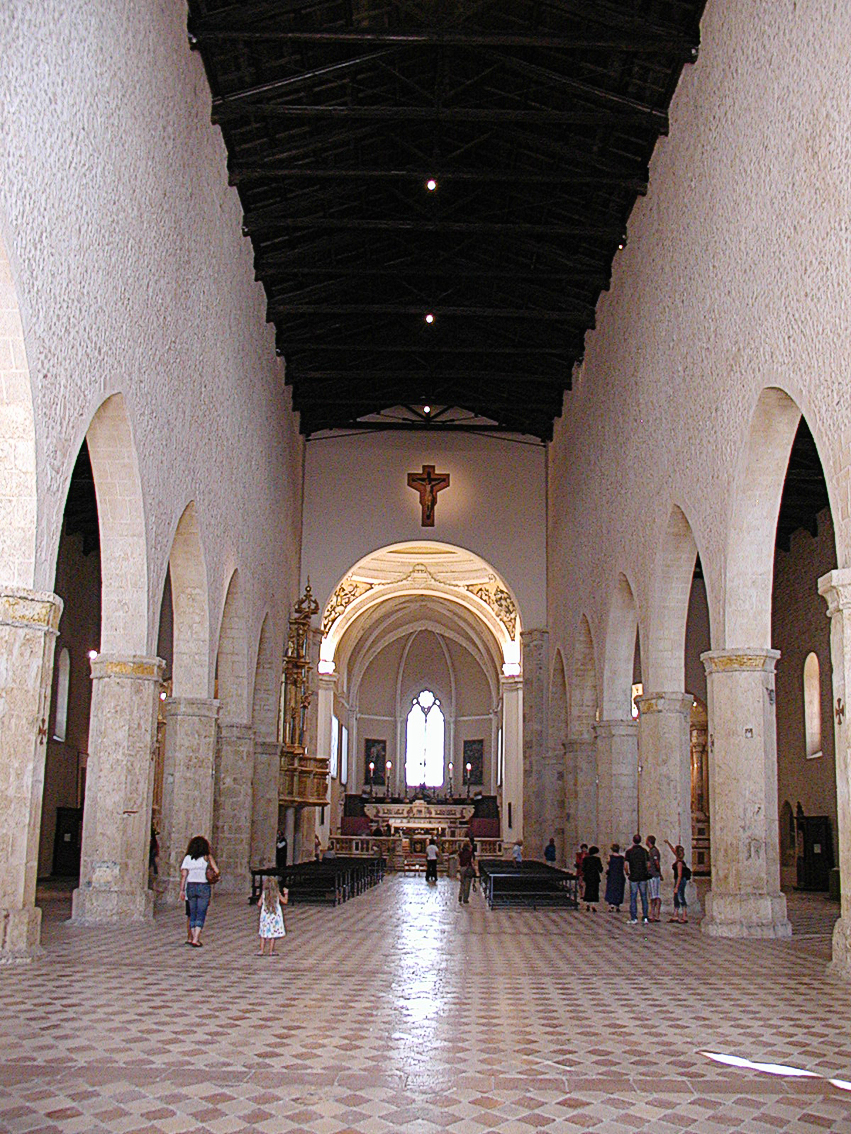
L'interno della basilica, riportato alla semplicità romanica originale con i discussi restauri novecenteschi.

Internamente la basilica si suddivide in tre navate di cui la destra, come in Santa Giusta, è curiosamente più larga della sinistra. Le arcate, otto per lato, sono ogivali e poggiate su pilastri a pianta ottagonale. La copertura lignea a vista, molto semplice, sostituisce il pregevole soffitto a cassettoni di stampo barocco smantellato durante il discusso restauro novecentesco. La semplicità dello schema planimetrico è da ricondursi sia all'architettura cistercense che caratterizzava la conca aquilana in quel periodo, sia allo stile di vita umile predicato da Pietro da Morrone in tutta la sua vita. Rimane ben vistoso il dualismo tra il piedicroce dal carattere borgognone della chiesa duecentesca e la diversa concezione di spazio e profondità in stile gotico della seconda fase costruttiva; a tal proposito, l'Antonini specifica che tra i due stili, più che contrasto, vi è una complementarità non intaccata dai rimaneggiamenti novecenteschi.
La chiesa era nel medioevo e ancora nel Quattrocento quasi completamente ricoperta di affreschi. In controfacciata sono ancora visibili alcuni affreschi frammentari sopravvissuti agli esiziali interventi di restauro, promossi negli anni Settanta del Novecento dal Soprintendente Mario Moretti: una testa di San Giovanni Battista e quella di una Santa monaca si trovano sul lato destro, mentre la figura intera di una Santa coronata, forse Santa Margherita, si trova sul lato sinistro. In questi affresch si riconosce l'intervento di una bottega di artisti attivi nell'Aquilano dalla fine del XIV secolo ma rintracciabili anche nella cappella Caldora di Sulmona, nella chiesa dei Santi Giovanni Battista ed Evangelista a Celano e nel Sacro Speco di Subiaco.
Di particolare importanza gli affreschi lungo la navata destra, una Santa martire a figura intera e in particolare la Madonna di Loreto con le Sante Agnese e Apollonia nella prima nicchia, l'Assunzione ed Incoronazione della Vergine nella seconda e la Crocefissione tra la Vergine, san Giovanni Evangelista e San Giuliano nella terza, tutti databili alla prima metà del XV secolo.
Della chiesa settecentesca rimane invece il transetto, cui si accede tramite il passaggio sotto tre archi trasversali; quest'ultimo venne ricostruito dopo il terremoto del 1703, mentre in origine si presentava simile a quello di Santa Giusta e San Nicola d'Anza ed era probabilmente voltato a crociera.
L'impianto absidale era inizialmente molto complesso, suddiviso in cinque parti e caratterizzato dalla presenza di una cripta, elemento raro nell'architettura religiosa aquilana; venne radicalmente trasformato nel XIV secolo con il prolungamento delle tre navate oltre che la realizzazione di due tribune laterali a semiottagono e di una tribuna centrale di forma ottagonale all'interno e quadrata sul volume esterno. Il coronamento, inizialmente a timpano, si presenta oggi a padiglione. Sull'abside minore di destra, che conduce al mausoleo di Celestino V, rimane il paramento originale in pietra levigata e i resti di una monofora tamponata nel XVIII secolo. Sotto l'altare di sinistra è il corpo del beato Giovanni Bassand, priore di Collemaggio nel Quattrocento. L'altare di destra è invece caratterizzato da una Madonna col Bambino in terracotta attribuita, secondo alcuni, a Giovanni Francesco Gagliardelli o, secondo altri, a Silvestro dell'Aquila.
Il coro, molto profondo, è in stile gotico a due campate; le colonnine a pianta ottagonali, i capitelli finemente lavorati e l'intero apparato decorativo risultano di particolare pregio e sono da attribuirsi, con ogni probabilità, a maestranze forestiere, come nel caso della chiesa di San Domenico. Al centro dell'abside è l'altare marmoreo barocco mentre a conclusione è una bifora, al di sotto della quale una nicchia recante una Crocefissione; sulla parete di sinistra compare infine una Madonna con bambino e i santi Michele e Massimo che rimanda allo stile di Francesco da Montereale.
Lungo la navata sinistra, invece, è il celebre ciclo pittorico con Storie della vita di Papa Celestino V ad opera di Carl Ruther da Danzica, allievo del Rubens; alla metà della navata era inoltre un pregiato organo a canne andato distrutto nel terremoto del 2009.

#### Crocifisso ligneo
Nella basilica si conservava un crocifisso ligneo della metà del XIV secolo, oggi tornato nella sede originaria di San Giuseppe Artigiano. In occasione del sisma del 2009, il crocifisso cadde al suolo subendo ingenti danni. Nell'opera, di notevole pregio, le forme del corpo sono appena abbozzate e l'espressione di dolore è accennata; l'elemento di maggiore qualità, tuttavia, è rappresentato dal brano del perizoma che ricade sulle cosce, sottolineando i volumi del Cristo. Secondo il Previtali, la scultura sarebbe da attribuire al Maestro di Visso, attivo in Umbria nel Quattrocento ma, recentemente, tale attribuzione è stata messa in discussione.

#### Mausoleo di Celestino V

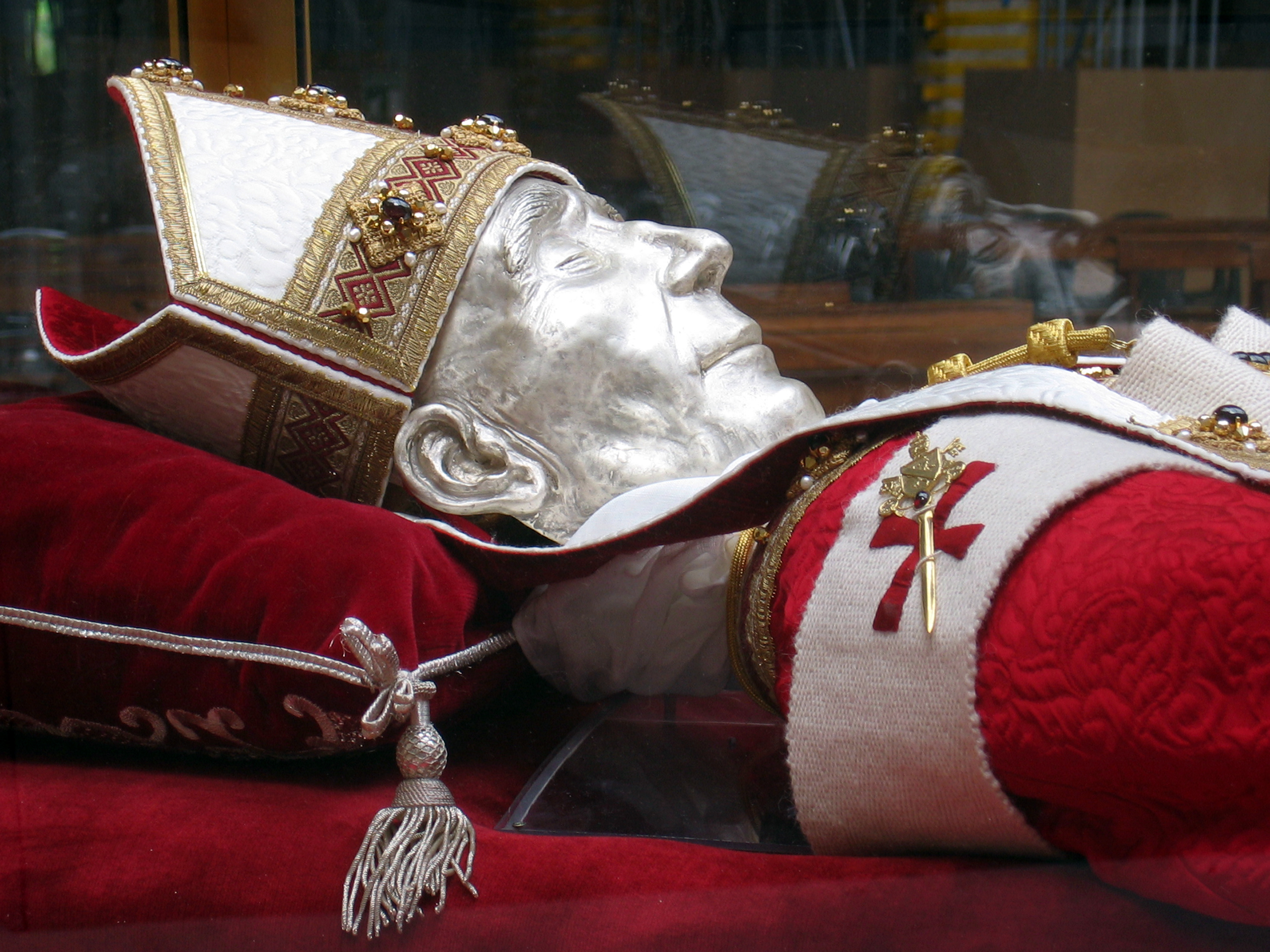
La tomba di papa Celestino V all'interno dell'omonimo mausoleo.

Nell'abside di destra è presente il sepolcro di papa Celestino V, le cui spoglie giunsero all'Aquila nel 1327. In un primo momento furono poste in una struttura collocata probabilmente al centro dell'attuale tribuna, decorata grazie all'aiuto economico di Mattia Camponeschi che continuò fino al 1335. L'attuale mausoleo venne invece eretto nel 1517, poco dopo la realizzazione dell'altro grande mausoleo cittadino vale a dire quello di San Bernardino nell'omonima basilica (1489-1505). Le similitudini tra i due monumenti sono evidenziate sia dal Serra che dal Moretti, mentre il Gavini si pone più cauto.
Il progetto, ad opera di Girolamo da Vicenza, prevede una pianta quadrata e un'alzato che si suddivide in due livelli, con le quattro pareti ornate da partiti a colonnine e pilastri finemente decorati terminanti in un frontone finale. L'urna è in legno dorato e sostituisce l'originale in argento, trafugata da Filiberto di Chalon nel 1528, nonché la successiva del 1646, sottratta poi dai francesi nel 1799. L'altare prospiciente il monumento è invece un'aggiunta del 1617.
Nell'aprile del 1988 la salma fu misteriosamente trafugata dalla basilica per poi essere ritrovata due giorni dopo in una frazione di Amatrice; in seguito a questo avvenimento, il mausoleo venne dotato di teca in vetro antiproiettile e di un sistema d'allarme.

#### Organo a canne
L'organo della basilica di Santa Maria di Collemaggio — rimasto distrutto nel terremoto dell'Aquila del 2009 — è un pregevole organo a canne storico, uno dei maggiori presenti in città. Situato quasi al termine della navata principale, è addossato sul muro di divisione con la navata sinistra.

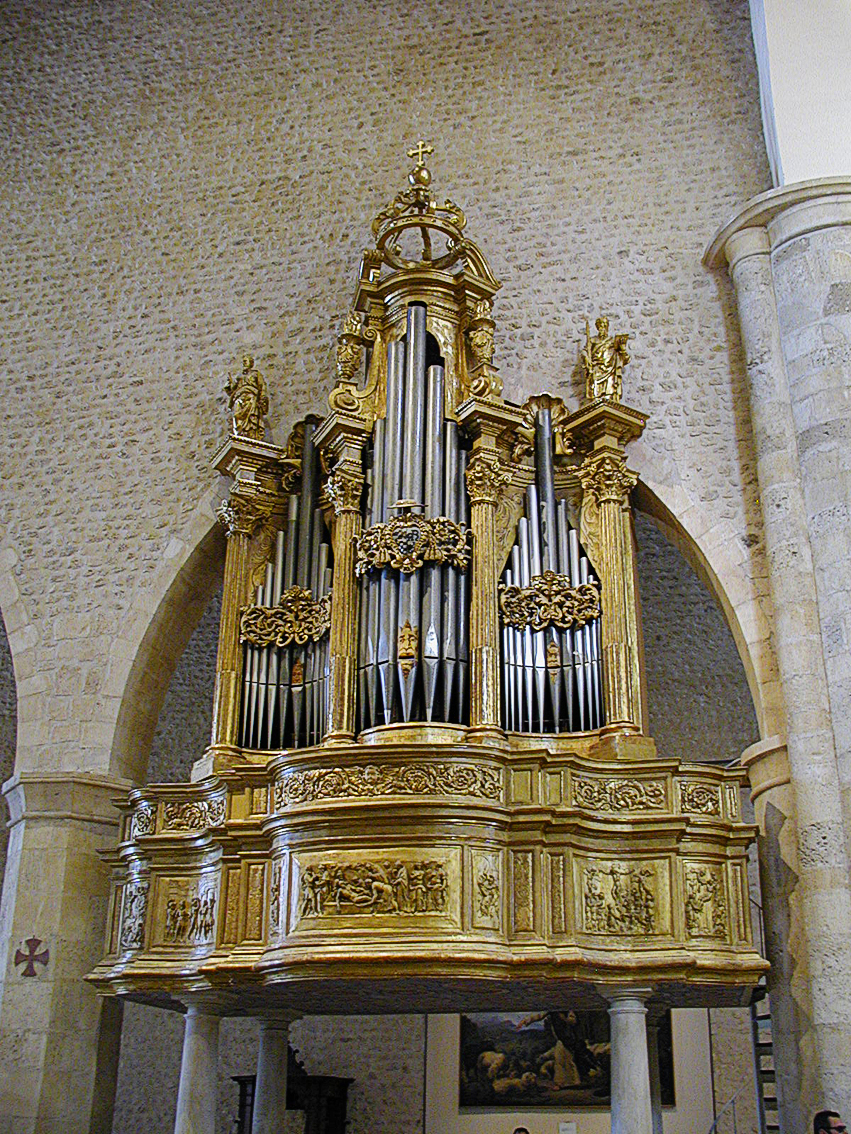
L'organo di Collemaggio prima del 2009.

La sua paternità è attribuita a Luca Neri di Leonessa (già autore dell'organo dell'oratorio di Sant'Antonio dei Cavalieri de' Nardis) che lo realizzò nella seconda metà del XVII secolo, probabilmente per un'altra chiesa. Nel 1709, in seguito al sisma del 1703, l'organo venne restaurato e trasferito nella basilica, collocato all'interno di una struttura d'ispirazione seicentesca. Nel 1999 lo strumento è stato oggetto di un profondo intervento di restauro, a conclusione del quale è stato poi inaugurato con concerto del direttore d'orchestra olandese Ton Koopman. Il terremoto del 2009, che ha provocato il collasso della parte terminale della navata, lo ha quasi completamente distrutto; nel 2018 sono state rimontate, dopo un importante intervento di ripristino e ricostruzione delle parti mancanti, la cantoria e la cassa nella loro collocazione originaria, senza però la parte fonica.
L'organo è situato sull'apposita cantoria lignea sorretta da quattro colonne tuscaniche in marmo, con parapetto decorato con bassorilievi recanti le Scene della vita di Cristo. La cassa presenta un prospetto tripartito da colonne corinzie scanalate; i due campi laterali ospitavano ciascuno 11 canne in stagno di principale con bocche a mitria disposte a cuspide, mentre il campo centrale ospitava 7 canne di principale dello stesso materiale disposte a cuspide, con la canna centrale alta 12'. La cassa termina in alto con una corona al centro e le statue di San Pietro e San Paolo rispettivamente a sinistra e destra.

#### Pavimentazione
Di particolare importanza ed originalità è la pavimentazione lapidea che ripropone a terra il gioco cromatico già visto in facciata mediante l'utilizzo di differenti campiture. È disseminata di numerose pietre tombali, per lo più di abati dell'Ordine dei Celestini.
Nella prima metà dell'aula è presente un disegno a losanghe bianche e rosse — forse d'origine tardo-trecentesca — suddiviso orizzontalmente in quattro parti, con la geometria del disegno riporta al simbolismo della vesica piscis; successivamente, nel quinto settore, fanno la loro ricomparsa i motivi orientaleggianti a croce aquilana della facciata, intervallati da una particolare croce-fiore o croce-quadrifoglio, simile all'ottagono e richiamante il simbolismo dell'omphalos, che più avanti diventa il disegno principale.
Cuore della pavimentazione di Collemaggio è comunque il labirinto, un insieme di sei cerchi concentrici dalla forte connotazione mistica che caratterizzano la parte centrale della basilica. Detto schema si ritrova nell'oratorio votivo di Santa Maria del Ponte a Roio, databile al 1457, da cui è possibile ipotizzare che l'origine di questi complessi disegni sia in qualche modo coeva.

### Monastero
Adiacente alla basilica, sul lato destro, è il monastero; anch'esso subì gravi danni dal terremoto del 1456, prima del quale presentava una terminazione turrita sul lato orientale, in corrispondenza dell'abside della chiesa; la sua ricostruzione avvenne presumibilmente in seguito all'altro terremoto del 1461, come nel caso del monastero di Santa Maria del Soccorso. L'edificio conserva tuttavia l'impianto planimetrico originale, articolato su un chiostro quadrato e porticato sul quale si affacciano i vari ambienti; tra questi, il più importante è il refettorio dei monaci, un vasto ambiente voltato a crociera e che presenta grandi affreschi di stampo cinquecentesco, tra cui anche una Crocefissione attribuita a Saturnino Gatti.
Alla soppressione dell'ordine, avvenuto nel 1807, il complesso è stato riconvertito culturalmente.

## La basilica nella letteratura
Alla basilica è dedicato un saggio dello scrittore Carlo Emilio Gadda — a partire dal 1934 ospite all'Aquila in quanto inviato della Gazzetta del Popolo di Torino — dal titolo Le tre rose di Collemaggio. Lo scrittore milanese descrive diversi luoghi e monumenti cittadini soffermandosi in particolare sulla basilica di Santa Maria di Collemaggio, la cui visione viene così raccontata:
(Carlo Emilio Gadda, Le tre rose di Collemaggio)
Il saggio è stato ricompreso nella raccolta Verso la Certosa e pubblicato nel 1961.

## La basilica nella numerologia
Secondo alcuni studi, la basilica presenta numerosi richiami alla numerologia e più in generale al simbolismo. Il rosone, ad esempio, è composto da 36 braccia mentre le propaggini sono 72; la moltiplicazione tra il numero dei due elementi (2592) rappresenterebbe un richiamo alla precessione degli equinozi. Altri fattori d'interpretazione numerica sono presenti nel cosiddetto labirinto, già citato in precedenza: oltre ai tre 8 — rappresentati in forma di cerchi bicromi e che verrebbero illuminati dal rosone il 21 giugno di ogni anno — la sequenza degli elementi nella pavimentazione presenta proporzioni il cui valore finale sembrerebbe coincidere con quello precessionario.

## Omaggi
Il 10 febbraio 2010 le Poste Italiane hanno emesso un francobollo da 0,60 € dedicato alla basilica.

## Collegamenti
In corrispondenza della basilica di Santa Maria di Collemaggio è il terminal Lorenzo Natali, il principale scalo cittadino per le linee urbane ed extraurbane; l'autostazione è dotata di parcheggio interrato e collegata direttamente a piazza del Duomo mediante un sistema di scale mobili.